# Glenwood (Indiana)
Pour les articles homonymes, voir Glenwood.
Glenwood est une municipalité située dans les comtés de Rush et de Fayette, dans l’État de l'Indiana, aux États-Unis. Lors du recensement de 2020, elle comptait 245 habitants.